# کاوناگو دی بریانتزا
کاوناگو دی بریانتزا (به ایتالیایی: Cavenago di Brianza) یک کومونه در ایتالیا است که در استان مونتزا و بریانتزا واقع شده‌است.

## خصوصیات
کاوناگو دی بریانتزا ۴٫۴ کیلومترمربع مساحت و ۷٬۱۴۱ نفر جمعیت دارد و ۱۷۶ متر بالاتر از سطح دریا واقع شده‌است.